# Maciej Morawski
Maciej Eustachy Morawski (ur. 20 września 1929 w Poznaniu, zm. 6 czerwca 2021 w Paryżu) – polski dziennikarz, publicysta, działacz emigracyjny i bloger. Wieloletni paryski korespondent Rozgłośni Polskiej Radia Wolna Europa, od 2015 r. prezes honorowy Stowarzyszenia Pracowników, Współpracowników i Przyjaciół Rozgłośni Polskiej Radia Wolna Europa Imienia Jana Nowaka-Jeziorańskiego

## Życiorys
Syn polityka i dyplomaty Kajetana z rodu Dzierżykraj-Morawskich herbu własnego (1892-1973) i Marii z rodu Turnów herbu własnego (1893-1971), brat Hieronima Morawskiego (1917-1985), Marii Barbary Ledóchowskiej (1921-2007) i Magdaleny Morawskiej (ur. w 1922, zginęła w powstaniu warszawskim w sierpniu 1944).
Dzieciństwo spędził w Jurkowie. Podczas II wojny światowej przebywał w Małej Wsi k. Grójca, następnie w Warszawie. Działał w służbie sanitarnej AK, pod szyldem Polskiego Czerwonego Krzyża. Na początku sierpnia 1944 r. doznał szoku z późniejszymi konsekwencjami zdrowotnymi, w wyniku okrucieństw popełnianych w domu rodzinnym przy ul. Zimorowicza 4 przez tzw. „Brygadę Kamińskiego”. Od września 1944 r. w AK w Belsku koło Grójca, w Drużynie Łączności „Pyry”. Od wiosny 1945 r. był członkiem Organizacji Młodzieży Towarzystwa Uniwersytetu Robotniczego w Kościanie, w porozumieniu z grupą byłych AK-owców, która wówczas kierowała głównymi organizacjami politycznymi i władzami miasta (grupę tę władze zlikwidowały dopiero jesienią 1948 r.). W Kościanie zdał też maturę (styczeń 1946 r.). Następnie w Poznaniu, gdzie studiował krótko psychologię na Uniwersytecie im. Adama Mickiewicza. Jednak w tym samym roku wyjechał do swego ojca i przebywał odtąd na emigracji we Francji.

Studiował na Wydziale Nauk Społecznych Katolickiego Uniwersytetu w Paryżu (Licence es Sciences Sociales CATHO), Akademii Handlowej w Paryżu, następnie w Instytucie Wyższych Studiów Europejskich Uniwersytetu w Strasburgu (był tam stypendystą Kolegium Komitetu Wolnej Europy, 1953–1954). Z końcem 1954 r. Kolegium odmówiło mu stypendium doktoranckiego w wyniku nadesłanego niezgodnego z prawdą donosu (inspirowanego zapewne przez służby specjalne bloku komunistycznego), jakoby miał on być w 1945 r. w Kościanie komunistą oraz że jest homoseksualistą (takie fałszywe donosy były częste w epoce „makkartyzmu”, w okresie tzw. „polowania na czarownice”). Był (po Janie Kułakowskim) prezesem w latach 1955–1965 polskiego Zjednoczenia Młodzieży Chrześcijańsko-Społecznej (sekcji polskiej Międzynarodówki Młodych Chrześcijańskich Demokratów). 

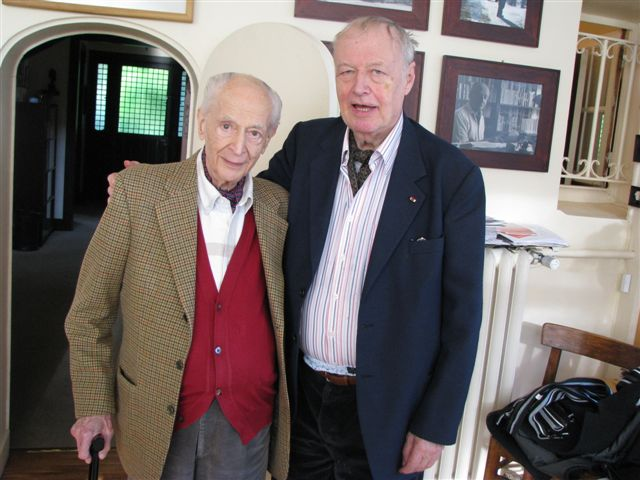
Maciej Morawski z Henrykiem Giedroyciem; Maisons-Laffitte, 2 grudnia 2008 r.

Współredagował następnie „Le Nouvel Horizon”, pracował we francuskich bankach, był działaczem społecznym, dziennikarzem „Journal des Finances”. Współpracował z biurami paryskimi Komitetu Wolnej Europy i Radia Wolna Europa. Od 1955 r. „wolny strzelec” (współpracował wówczas z późniejszym dyrektorem Sekcji Polskiej RWE Zygmuntem Michałowskim), a następnie wieloletni korespondent Rozgłośni Polskiej Radia Wolna Europa w Paryżu (1965–1992), bliski współpracownik Jana Nowaka-Jeziorańskiego.
Jeden z najlepszych polskich korespondentów informacyjnych RWE; z tego być może powodu był przedmiotem ostrych ataków ze strony propagandy PRL (m.in. zarzut szpiegostwa), w wyniku nagonek i pogróżek jego żona, Jadwiga z Żeromskich, zaniemogła. Zasłynął pod koniec lat 80. XX wieku ze swych, prowadzonych na antenie w sposób nowatorski, bezpośredni i przyjacielski wywiadów radiowych z działaczami „Solidarności” i czołówką polskiego życia politycznego i kulturalnego, m.in. z Lechem Wałęsą, Jackiem Kuroniem, Januszem Onyszkiewiczem i in. Dorywczy współpracownik paryskiej „Kultury” (np. nowele pt. Jacek i Champs Elysées). Był członkiem Polskiego Komitetu Ruchu Europejskiego i współpracownikiem paryskiej delegatury Rządu RP na Wychodźstwie.

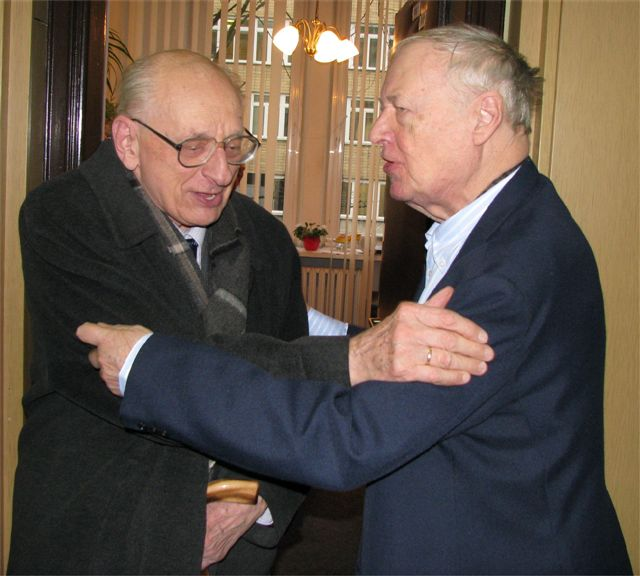
Z Władysławem Bartoszewskim; Warszawa, 26 listopada 2008 r.

Od 1994 r. był członkiem Stowarzyszenia Pracowników, Współpracowników i Przyjaciół Rozgłośni Polskiej Radia Wolna Europa Imienia Jana Nowaka-Jeziorańskiego w Warszawie (od 2015 r. do śmierci piastował funkcję prezesa honorowego tej organizacji).
W 1994 r. założył też w Warszawie Klub im. Giorgio La Piry (Dialog ponad podziałami).
Był także m.in. Prezesem Honorowym Polskiego Funduszu Humanitarnego we Francji, opiekującego się Domem Spokojnej Starości Polskiego Funduszu Humanitarnego w Lailly-en-Val, Kawalerem Zakonu Maltańskiego. Był przedstawicielem Towarzystwa Polska-Francja w Paryżu (towarzystwo zabiegało o większą obecność Francji w Polsce i Polski we Francji), członkiem Rady Fundacji im. Kościelskich (następnie członkiem honorowym) i Stowarzyszenia Wolnego Słowa.
Został odznaczony Krzyżem Armii Krajowej (Londyn, 1967), Złotym Krzyżem Zasługi (Londyn), Krzyżem Komandorskim Orderu Zasługi Rzeczypospolitej Polskiej (1993), Krzyżem Komandorskim Orderu Odrodzenia Polski (1995), Medalem „Zasłużony dla tolerancji” (2006), Krzyżem Komandorskim z Gwiazdą Orderu Odrodzenia Polski (2007). Laureat nagrody im. Świętego Brata Alberta. 9 listopada 2001 r. otrzymał Honorowe Obywatelstwo Miasta i Gminy Krzywiń, a 23 sierpnia 2012 r. – Honorowe Obywatelstwo Kościana. Kawaler francuskiego Orderu „Arts et Lettres” (komandoria, 2016).
W 2007 r., nakładem Instytutu im. Stefana Grota-Roweckiego w Lesznie, ukazała się książka Teresy Masłowskiej, poświęcona Morawskiemu pt. Łącznik z Paryża (ISBN 83-921389-9-6; wydanie 2, uzupełnione pt. Łącznik z Paryża – Rzecz o weteranie zimnej wojny, Instytut im. Stefana Grota-Roweckiego, Leszno 2009 [właśc. 2008]; wydanie 3, uzupełnione: Instytut im. Stefana Grota-Roweckiego, Leszno 2019).
We wrześniu 2009 r. z okazji 80. rocznicy urodzin Morawskiego odbyły się obchody rocznicowe: w Centre du Dialogue w Paryżu, oraz w Kościanie, Jurkowie, Krzywiniu i Warszawie – w Radio Café, siedzibie Stowarzyszenia Pracowników, Współpracowników i Przyjaciół Rozgłośni Polskiej Radia Wolna Europa Imienia Jana Nowaka-Jeziorańskiego.
W latach 2015–2017 nakładem Instytutu im. Stefana Grota-Roweckiego ukazały się cztery tomy jego dzienników pt. Dwa brzegi. Zapiski weterana zimnej wojny. W 2019 r., na 90-lecie urodzin ukazała się książka – opracowanie zbiorowe Weteran zimnej wojny (wyd. Instytut im. gen. Stefana „Grota” Roweckiego i Urząd Miasta Kościana, ISBN 978-83-61960-32-4).
Jest bohaterem dwóch filmów dokumentalnych: Wujowie i inni – „zdrajcy i obszarnicy” (real. Jan Ledóchowski, 2014) oraz Paryski korespondent (reż. Piotr Morawski, 2017).
Mieszkał w Paryżu, w XVI dzielnicy (1 rue Largillière oraz 3, a później 5 rue du Général-Grossetti); kilka ostatnich lat życia spędził w Domu Św. Kazimierza - zasłużonej polskiej placówce dla osób starszych, w której niegdyś mieszkał i gdzie zmarł m.in. Cyprian Kamil Norwid (119 rue du Chevaleret).
Zmarł 6 czerwca 2021 r., w godzinach porannych, w paryskim szpitalu uniwersyteckim Pitié Salpêtrière.
Pogrzeb odbył się 11 czerwca 2021 r. Mszę świętą pogrzebową odprawiono w kościele Notre Dame de l’Assomption przy ulicy Saint-Honoré, w pierwszej dzielnicy Paryża; ceremonia pochówku odbyła się kilka godzin później na cmentarzu w Lailly-en-Val, niedaleko Orleanu. Spoczywa w grobie rodzinnym, wraz z rodzicami – w nekropolii, gdzie znajdują się groby licznych działaczy emigracji niepodległościowej.

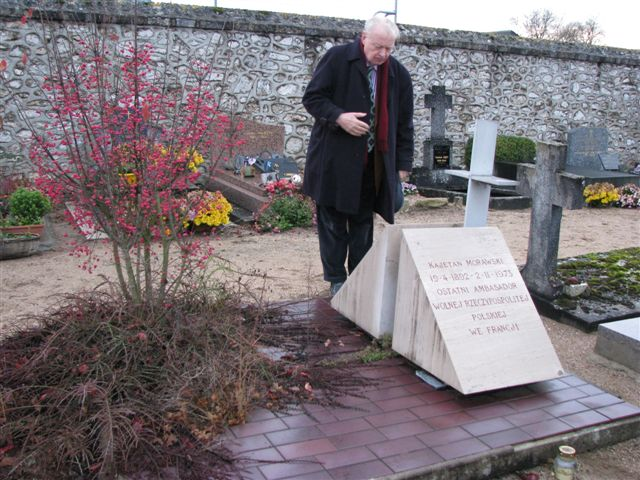
Nad grobem swego ojca, Kajetana Morawskiego; Cmentarz w Lailly-en-Val (Francja), 5 grudnia 2008 r.

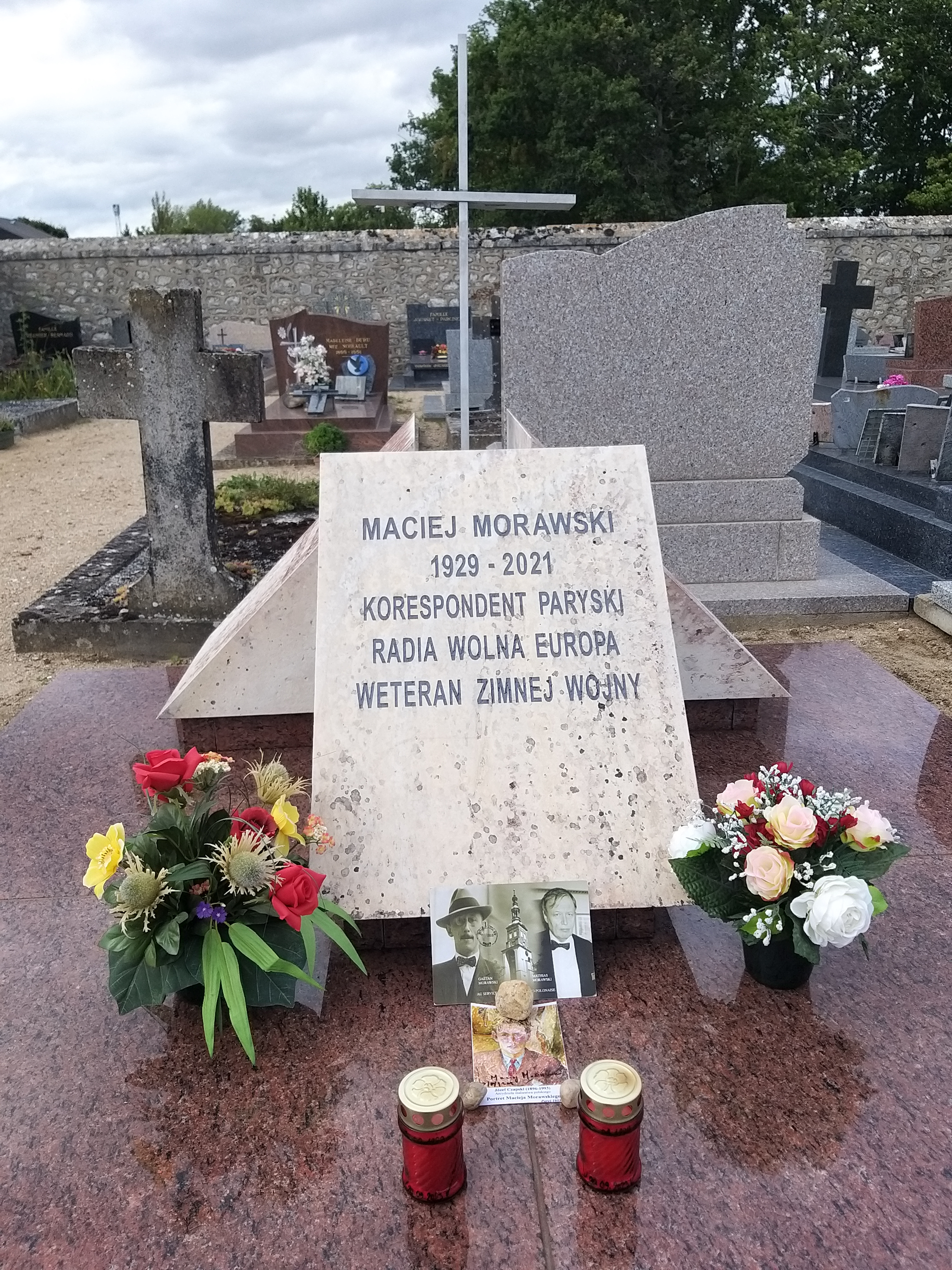
Grób Macieja Morawskiego na cmentarzu w Lailly-en-Val (Francja), 20 września 2023 r.